# Deméte
Deméte (szlovákul Demjata) község Szlovákiában, az Eperjesi kerület Eperjesi járásában.

## Fekvése
Eperjestől 16 km-re, az Eperjes-Bártfa (545-ös) út mentén található.

## Története
1330-ban említik először. A 16. században felépült reneszánsz-barokk kastély 1670-ben Bocskai István tulajdonában volt, de 1672-ben már elhagyott. 1724-ben állították helyre. A falut kettészelő patak túloldalán 1670-ben Szemere László tulajdonában volt az a várkastély, amely ma már nem létezik. A barokk Semsey-kúriát egykor védőfal övezte.
A 18. század végén Vályi András így ír róla: „DEMETE. Demjata. Zemiata. Tót falu Sáros Vármegyében, földes Ura Okolicsányi Uraság, lakosai katolikusok, fekszik Töltziknek szomszédságában, mellynek filiája, Ternyétől mint egy mértföldnyire, határja, ha jól miveltetik, őszi gabonát is hoz, réttye, legelője szükségekre elegendő, fája mint a’ kétféle, ’s piatzozása sints távol, melly tulajdonságaihoz képest, első Osztálybéli.”
Fényes Elek 1851-ben kiadott geográfiai szótárában így ír a faluról: „Deméthe, Sáros v. tót falu, a Székcső vize mellett, Töltszékhez éjszakra 3/4 órányira: 528 kath., 4 zsidó lak. Első osztálybeli határ. Erdő. Két kastély. F. u. b. Meskó. Ut. p. Eperjes.”
A trianoni diktátumig Sáros vármegye Eperjesi járásához tartozott.

## Népessége
| Év:            | 1994. | 2004.   | 2014.   | 2024.   |
| -------------- | ----- | ------- | ------- | ------- |
| Emberek száma: | 987   | 1072    | 1076    | 1086    |
| Eltérés:       |       | +8,61 % | +0,37 % | +0,92 % |

| Év:            | 2023. | 2024.   |
| -------------- | ----- | ------- |
| Emberek száma: | 1082  | 1086    |
| Eltérés:       |       | +0,36 % |

1910-ben 611-en, többségében szlovák anyanyelvűek lakták, jelentős magyar kisebbséggel.
2001-ben 1062 lakosából 1174 szlovák volt.
2011-ben 1093 lakosából 1067 szlovák volt.

## Nevezetességei
- Bocskai-kastély
- Semsey-kúria